# Ua Pou (comuna)
Ua Pou  é uma comuna da Polinésia Francesa, no arquipélago das Marquesas. Estende-se por uma área de 105 km², com  2.157 habitantes, segundo os censos de 2007, com uma densidade de 21 hab/km².